# Кампилья-Черво
Кампилья-Черво (итал. Campiglia Cervo) — коммуна в Италии, располагается в регионе Пьемонт, в провинции Бьелла.
Население составляет 173 человека (2008 г.), плотность населения составляет 16 чел./км². Занимает площадь 11 км². Почтовый индекс — 13060. Телефонный код — 015.
Покровителем населённого пункта считается святой San Bernardo.

## Демография
Динамика населения:

## Администрация коммуны
- Официальный сайт: